# Sveriges kulturpolitik
Med svensk kulturpolitik förstås här svensk, statlig, regional och kommunal politik inom kulturområdet. Denna var förr nära förbunden med religionspolitik och utbildningspolitik, och inom regeringen ansvarade tidigare Sveriges ecklesiastikminister, från den 1 januari 1968 benämnd Sveriges utbildningsminister, för kulturfrågor. Från 1991 har det funnits ett Kulturdepartement, förutom 2004–2006 då det var sammanslaget med utbildningsdepartementet. Kulturdepartementet ansvarar idag för frågor som rör kultur, demokrati, medier, de nationella minoriteterna och det samiska folkets språk och kultur. Departementet ansvarar också för idrott och ungdomspolitik samt för frågor som rör det civila samhället, trossamfund och begravningsverksamhet. Sveriges nuvarande kultur- och demokratiminister är Parisa Liljestrand (M).

## Statlig kulturpolitik

### Lagar och mål för den statliga kulturpolitiken
Den svenska statliga kulturpolitiken regleras bland annat i vår grundlag och i internationella konventioner.
I regeringsformen 1 kap 2 §, står det att ”Den enskildes personliga, ekonomiska och kulturella välfärd ska vara grundläggande mål för den offentliga verksamheten”.
I FN:s Allmänna förklaring om de mänskliga rättigheterna beskrivs de kulturella rättigheterna i Artikel 27 som att ”fritt delta i samhällets kulturella liv” och att ”njuta av konst” (FN, 1948).
De nationella kulturpolitiska målen som antogs av riksdagen 2009 (prop. 2009/10:3) styr kulturpolitiken: "Målen för kulturpolitiken är att kulturen ska vara en dynamisk, utmanande och obunden kraft med yttrandefriheten som grund, att alla ska ha möjlighet att delta i kulturlivet och att kreativitet, mångfald och konstnärlig kvalitet ska prägla samhällets utveckling".
Lagar som styr särskilda kulturpolitiska områden är till exempel museilagen (2017:563), bibliotekslagen (2013:801) och arkivlagen (1990:782).

### Kulturdepartementet
Det centrala organet för den statliga kulturpolitiken är Kulturdepartementet som ansvarar för beredning av de delar som bland annat rör kultur, medier, demokrati och nationella minoriteter.
Utgiftsområde 1 Rikets styrelse
- Demokratipolitik och mänskliga rättigheter (allmänna val och demokrati, Valmyndigheten, stöd till politiska partier)
- Medier
- Nationella minoriteter
- Nationella minoriteter romer
- Sametinget och samepolitiken

Utgiftsområde 17 Kultur, medier, trossamfund och fritid
- Kultur
- Medier

#### Organisation
Departementets politiska ledning består av kulturministern, som är departementschef, en statssekreterare, politiska sakkunniga och pressekreterare. Kulturdepartementet leds av kulturminister Parisa Liljestrand.
På departementet finns det tre sakenheter som ansvarar för det löpande arbetet och med att bistå den politiska ledningen att genomföra sin politik. På enheterna handläggs ärenden innan regeringen fattar beslut. Enheterna sköter också kontakterna med departementets myndigheter.
Sakenheterna är 
- Enheten för kultur och kulturmiljö (KKM)
- Enheten för medier och demokrati (MD)
- Enheten för språk, nationella minoriteter och arkiv (SNA)

#### Myndigheter
Under kulturdepartementet finns en rad statliga myndigheter, bland andra:
- Forum för levande historia
- Institutet för språk och folkminnen
- Konstnärsnämnden
- Moderna museet
- Myndigheten för kulturanalys
- Nationalmuseum
- Naturhistoriska riksmuseet
- Riksantikvarieämbetet
- Riksarkivet
- Sametinget
- Statens historiska museer
- Statens konstråd
- Statens kulturråd
- Statens museer för världskultur
- Valmyndigheten

## Historik

### Den moderna svenska kulturpolitikens framväxt

#### 1700-tal till 1914
Föregångaren till den moderna svenska kulturpolitiken kan spåras till 1700- och 1800-talen då det togs en rad kulturpolitiska initiativ som kom att få betydelse för lång tid framöver. 1735 etablerades Kongl. Ritarakademin som sedermera blev Kungliga Akademien för de fria konsterna. På 1770- och 1780-talen grundade kung Gustaf III de nuvarande nationalscenerna Operan respektive Dramaten samt Svenska Akademien.
Under 1800-talet växte sig nationalismen stark vilket också avspeglas i nya institutioner som Nationalmuseum, Nordiska Museet och Skansen.

#### 1914 till ca 1960
I kölvattnet av de omvälvningar i Europa som följde på första världskriget 1914–1918 och den ryska revolutionen 1917 började en ny föreställning om konstens och kulturens roll i samhället att ta form inom den svenska statsapparaten. Det fanns en förväntan om att en förbättring av livsvillkoren för folk också skulle innebära större möjligheter att delta i kulturlivet.
Den statliga kulturpolitiken hade dittills fokuserat på att förvalta kulturinstitutioner och kulturella traditioner som vuxit fram under århundraden, men under 1930-talet började staten också att forma kulturlivet för att göra det möjligt för så många som möjligt att komma i kontakt med de sköna konsterna..
Under Arthur Engbergs tid som ecklesiastikminister (1932–1936 och 1936–1939) togs flera initiativ för att bredda inriktningen på det kulturpolitiska arbetet. Kulturpolitiken var för Engberg ett instrument för att förändra samhället och för en demokratisk fostran som skulle göra det möjligt för alla att delta i det politiska livet. Riksteatern inrättades år 1934. 1937 inrättades den statliga myndigheten Statens konstråd. 
Det dröjde till efterkrigstiden och 1950- och 1960-talen innan de reella möjligheterna fanns för att förverkliga idén om en stark kulturpolitik och det var framför allt inom kommunerna som utvecklingen skedde. De nya, större kommunerna byggde snabbt upp kommunala folkbibliotek och kommunala musikskolan, och kom att ansvara för många av de museer och konsthallar som fanns i de flesta medelstora och större städer.

#### 1960-talet
I början av 1960-talet blev kulturpolitikens utformning en återkommande diskussion i riksdagens bägge kammare. 1961 presenterades den regeringsproposition som i fyra punkter angav riktlinjerna för statens åtgärder gentemot kulturlivet, eller vad som benämndes som den ”fria sektorn”.
Två förslag som skulle återkomma i diskussionerna under åren som följde var att regeringen skulle tillsätta en kulturutredning och upprätta ett kulturpolitiskt handlingsprogram. Det fanns dock ingen enighet om vad en sådan utredning skulle innehålla eller hur den skulle genomföras.
När Olof Palme hösten 1967 tillträtt som ecklesiastikminister verkar arbetet ha intensifierats. Under våren 1968 diskuterades på departementet möjligheten att tillsätta ett nytt kulturråd som självständigt från departementet skulle undersöka möjliga vägar framåt för att etablera en ny kulturpolitik. Den statliga utredningen Kulturrådet sammanträdde första gången i februari 1969.

#### 1974 års kulturproposition
huvudartikel: Kulturpropositionen 1974
Utredningen Kulturrådet presenterade 1972 i sitt betänkande "Ny Kulturpolitik" (SOU 1972:66) kom att ligga till grund för kulturpropositionerna 1974:28, 1975:20 och 1975/76:135. Med dessa grundlades kulturpolitiken som ett självständigt politiskt område i Sverige.
Sven Nilsson sammanfattar inriktningen på den nya politiken i fyra punkter:
- decentralisering, det vill säga en förankring av de olika insatserna i människornas närmiljö
- integration av de kulturpolitiska åtgärderna i det sociala livet och vardagen
- ökad betoning av det egna skapandet, det vill säga den kulturella amatörverksamheten
- en beredskap för mer offensiva ingrepp i den kommersiella kulturmarknaden.

#### De kulturpolitiska målen enligt regeringens och riksdagens beslut 1974
Kulturpolitiken skall:
– medverka till att skydda yttrandefriheten och skapa reella förutsättningar för att denna frihet skall kunna utnyttjas,
– ge människor möjligheter till egen skapande aktivitet och främja kontakt mellan människor,
– motverka kommersialismens negativa verkningar inom kulturområdet,
– främja en decentralisering av verksamhet och beslutsfunktioner inom kulturområdet,
– i ökad utsträckning utformas med hänsyn till eftersatta gruppers erfarenheter och behov,
– möjliggöra konstnärlig och kulturell förnyelse,
– garantera att äldre tiders kultur tas till vara och levandegörs,
– främja ett utbyte av erfarenheter och idéer inom kulturområdet över språk- och nationsgränserna.

### Den nya kulturpolitikens genomförande

#### 1974–1993
Två nya statliga myndigheter med uppgift att förvalta den nya kulturpolitiken. Konstnärsnämnden fick uppdraget att fördela statliga stipendier och bidrag direkt till kulturutövare och Statens kulturråd skulle fördela statliga medel till arrangörer och större projekt över hela landet.
1970-talets kulturpolitik präglades annars av en skarp och högljudd kritik inom progressiva delar av kulturlivet mot det som betecknades som "skräpkultur", något som också återspeglades i hur politiker, folkbildare och företrädare för kultureliten drog en skarp gräns mellan den goda, kvalificerade, kvalitativa konsten å ena sidan och populärkulturen och kommersialismen å den andra.
Ett exempel var det återkommande kravet på bojkott mot melodifestivalen, där Sverige ställde in TV-sändningarna och deltagandet 1976 efter påtryckningar.
Det fanns också en stark rörelse i samhället för att sprida "god konst" ut i samhället både genom turnerande statliga institutioner som Riksteatern och Riksutställningar,  folkrörelsens konstföreningar och Konstfrämjandet.
I slutet av 1980-talet och början av 1990-talet förändrades det kulturpolitiska landskapet. 1970-talets kulturpolitik var skapad för ett samhälle med stark ekonomisk expansion som planade ut på 80-talet. Också tidsandan och kulturbegreppet förändrades. Uppdelningen i högt och lågt, kommersiellt och icke-kommersiellt blev mindre relevant. Den tidigare så föraktade populärkulturen blev nu accepterad även i finrummen. Och 80-talets fokus på individens utveckling påverkade även kulturlivet. I detta nya landskap tycktes inte 1970-talets kulturpolitik kunna ge någon vägledning.

#### 1993 års kulturutredning och 1996 års kulturproposition
huvudartikel: Kulturutredningen 1993 och Kulturpropositionen 1996/97:3
Regeringen Carl Bildt beslutade 1993 att tillsätta en ny utredning med syfte att bland annat "göra en utvärdering av kulturpolitikens hittillsvarande inriktning med utgångspunkt i 1974 års kulturpolitiska mål" och att "göra en samlad bedömning av vilka krav och utmaningar som kulturpolitiken har att möta under 1990-talet och på längre sikt". Utredningens betänkande SOU 1995:85 Tjugo års kulturpolitik 1974-1994 : en rapport från Kulturutredningen  lämnades till Ingvar Carlssons tredje regering 1995.
Denna gång valde man att inte föreslå några genomgripande förändringar av kulturområdets övergripande struktur. Kulturpolitiken beskrevs nu inte som inriktad enbart till fördel för hela samhället. Istället skiftades fokus till att bli något mer inriktat på den enskilde individen. Även för denna kulturutredning var det emellertid självklart att kulturpolitik handlade om de redan erkända institutionerna och verksamhetsområdena. Till dessa fogades nu även frågor rörande exempelvis design och arkitektur. Några stora nya institutionella satsningar blev det dock inte. Den stora satsningen i kulturpropositionen var planerna på det nya Världskulturmuseet som skulle byggas i Göteborg, ett projekt som inte ens ingått i utredningens förslag.[källa behövs]

#### 2000-talet
De stora kulturpolitiska satsningarna som skulle äga rum under de därpå följande åren kom att gälla frågor rörande världskultur, mångkultur och bekämpandet av rasism. Tydliga exempel på denna nya trend är vid sidan av Världskulturmuseet också Forum för Levande Historia, Forum för Världskultur och Mångkulturåret (2006), men också vissa satsningar inom ramarna för redan existerande institutioner som Riksantikvarieämbetet och Historiska Museet.

#### Kulturutredningen 2009
(huvudartikel Kulturutredningen)
I juni 2007 tillsatte regeringen en kommitté för att se över kulturpolitiken. Denna kommitté, Kulturutredningen, lade fram sitt betänkande till kulturminister Lena Adelsohn Liljeroth i februari 2009.
Viktigare huvudpunkter i kulturutredningens förslag var:
- de kulturpolitiska målen justeras, bland annat innebärande att tidigare delmål om att kulturpolitiken ska motverka "kommersialiseringens negativa effekter" slopas
- konstens samhällsnytta betonas mer än tidigare
- kulturpolitik ska också integreras inom andra politikområden
- myndigheterna på läns- och regionnivå ska medverka mer i och få större makt över genomförandet av kulturpolitiken
- det ska vara färre centrala statliga myndigheter inom kulturområdet

#### Kulturpropositionen 2009 - Tid för kultur
(huvudartikel Kulturpropositionen 2009)
I september 2009 presenterade Alliansregeringen en ny kulturproposition kallad "Tid för kultur" (Proposition 2009/10:3). Propositionen bygger på den utredning som tillsattes av Sveriges regering 2007 och som framlade sitt betänkande i januari 2009 (se artikeln Kulturutredningen).
Nyckelbegrepp i propositionen är samspel mellan stat, kommuner och landsting (den så kallade "portföljmodellen" eller "koffertmodellen"), samverkan mellan kultur och näringsliv, entreprenörskap, yttrandefrihet, mångfald, konstnärlig förnyelse och vård av kulturarvet. Den omtalade formuleringen “motverka kommersialismens negativa verkningar inom kulturområdet" från 1974 års proposition fanns inte längre med. I den nya propositionen säger man: “Det finns ingen given motsättning mellan kommersiell bärkraft och konstnärlig kvalitet eller frihet." Av propositionen framgick att två utredningar skulle tillsättas: en utredning som skulle ges uppdraget att komma med ett förslag på det praktiska genomförandet av "portföljmodellen", och den andra utredningen skulle ge förslag på hur en ny statlig "musikplattform" skulle utformas. Den sistnämnda utredningen ledde fram till inrättandet av Statens musikverk, och den förstnämnda till genomförandet av den regionalisering av kulturpolitiken som nu går under namnet kultursamverkansmodellen.

## Kulturpolitiska frågor sedan 2010

### Översikt
2010-talet innebär att flera stora kulturpolitiska reformer sjösattes eller påbörjades. Bland dessa kan framhållas kultursamverkansmodellen, "Upphovsrättsdirektivet" för EU:s inre digitala marknad och moderniserad upphovsrättslagstiftning samt en omfattande konstnärspolitisk utredning. Kulturpolitiken har också präglats av en omfattande kulturpolitisk debatt som kretsar kring frågor som rör den konstnärliga friheten och politikens roll i förhållande till konsten, ofta uttryckt som armlängds avstånd mellan konsten och politiken. Frågan har också kopplats samman med återkommande debatter som kretsar kring frågor som rör diskriminering, breddad rekrytering till kulturlivet, yttrandefrihet och identitetspolitik.

### Kultursamverkansmodellen
huvudartikel: kultursamverkansmodellen
Kultursamverkansmodellen började införas 2011. Modellen har av regeringen beskrivits som en av de största kulturpolitiska reformerna. Modellen innebär att regionerna fördelar statliga medel till regionala och lokala kulturverksamheter i samverkan mellan stat, regioner, kommuner, det regionala kulturlivet och civilsamhället. Modellen utvärderades 2015 av kulturutskottets uppföljnings- och utvärderingsgrupp och av Statskontoret 2017.

### Modernisering av upphovsrätten
huvudartikel: upphovsrättsdirektivet
En viktig kulturpolitisk fråga som också väckt debatt rör det så kallade ”upphovsrättsdirektivet” eller "DSM-direktivet": Europaparlamentets och rådets direktiv (EU) 2019/790 av den 17 april 2019 om upphovsrätt och närstående rättigheter på den digitala inre marknaden och om ändring av direktiven 96/9/EG och 2001/29/EG. Syftet med detta EU-direktiv är att harmonisera och modernisera bestämmelser om digital upphovsrätt inom Europeiska unionen, att minska intäktsgapet mellan monopolliknande internetföretag och europeiska innehållsproducenter samt att främja en digital inre marknad inom EU. Direktivet skulle vara införlivat i medlemsstaternas lagstiftningar senast den 7 juni 2021 men har ännu inte blivit till svensk lag.

### Konstnärspolitiken
Under perioden har också konstnärspolitiken stått i fokus. Regeringen konstaterade den 17 november 2016 att "För många konstnärer leder en lång och dyr utbildning till en arbetsmarknad med osäkra anställnings- och ersättningsvillkor, lägre löner och sämre social trygghet än vad som gäller för ett genomsnitt av befolkningen" och tillsatte en särskild utredare med uppdrag att: "göra en översyn av statens insatser och villkor för professionellt verksamma konstnärer, bedöma hur de statliga insatserna bidrar till att nå de kulturpolitiska målen samt föreslå eventuella förändringar av insatserna för att anpassa dem till nuvarande förutsättningar och behov". Utredningen kom med sitt betänkande ”Konstnär – oavsett villkor” 2018 som bland annat utredde konstnärernas ekonomiska och sociala villkor.

### Åtgärder i samband med corona-pandemin
huvudartikel: corona-pandemin
Den omfattande smittspridningen under corona-pandemin ledde till drastiska åtgärder från och med mars 2020 som drabbade kultursektorn hårt. Staten gav ett omfattande krisstöd till kultursektorn. En särskild utredare tillsattes av regeringen den 22 december 2020 för att ”sammanfatta de konsekvenser pandemin inneburit och alltjämt innebär för kultursektorn och analysera vilka lärdomar som kan dras av dessa”.

## Svenska samhällets kulturutgifter (2017)
Myndigheten för kulturanalys rapport Samhällets utgifter för kultur 2017 (Kulturfakta 2018:5) innehåller officiell statistik för statistikområdet samhällets kulturutgifter för år 2017. Med samhällets kulturutgifter avses här de offentliga aktörernas, det vill säga statens, regioners/landstings och kommuners, anslag till kultur.
Utgifternas storlek 2017:
- Staten: 12,3 miljarder kr
- Regioner/landsting: 4,4 miljarder kr
- Kommuner: 11,5 miljarder kr
- Sammanlagt: 28,3 miljarder kr

Utgift per invånare: 2 793 kr
Statens utgifter för kultur delas upp i tre huvudområden: kultur, folkbildning och medier. Statens samlade kulturbudget har ökade med nära 15 procent jämfört med 2008. Som andel av statsbudgeten utgjorde kulturområdet omkring 1,3 procent åren 2008–2017.
Regionernas/landstingens kostnader för kultur kan fördelas på fyra områden: scenkonst (teater och musik), museer, folkhögskolor och övrigt. Kulturens andel av samtliga regioners/landstings totala verksamhetskostnader var omkring 1,5 procent åren 2008–2017.
Kommunernas kostnader för kultur fördelas på posterna bibliotek, allmän kulturverksamhet, musikskola/kulturskola och stöd till studieorganisationer. Kommunernas sammanlagda kulturutgifter uppgick 2017 till cirka 11,5 miljarder kronor. Jämfört med 2016 är detta en ökning med 23,6 miljoner kronor, 0,2 procent, i 2017 års priser. Kommunernas kostnader för kultur har ökat med 13 procent jämfört med 2008. Kulturens andel av samtliga kommuners totala verksamhetskostnader var 2,17 procent 2017, en minskning från 2,40 procent år 2008.